# Leucotmemis pardalimacula
Leucotmemis pardalimacula är en fjärilsart som beskrevs av Dyar 1927. Leucotmemis pardalimacula ingår i släktet Leucotmemis och familjen björnspinnare. Inga underarter finns listade i Catalogue of Life.